# The Fox
 The Fox és una pel·lícula del Canadà dirigida per Mark Rydell estrenada el 1967.

## Argument

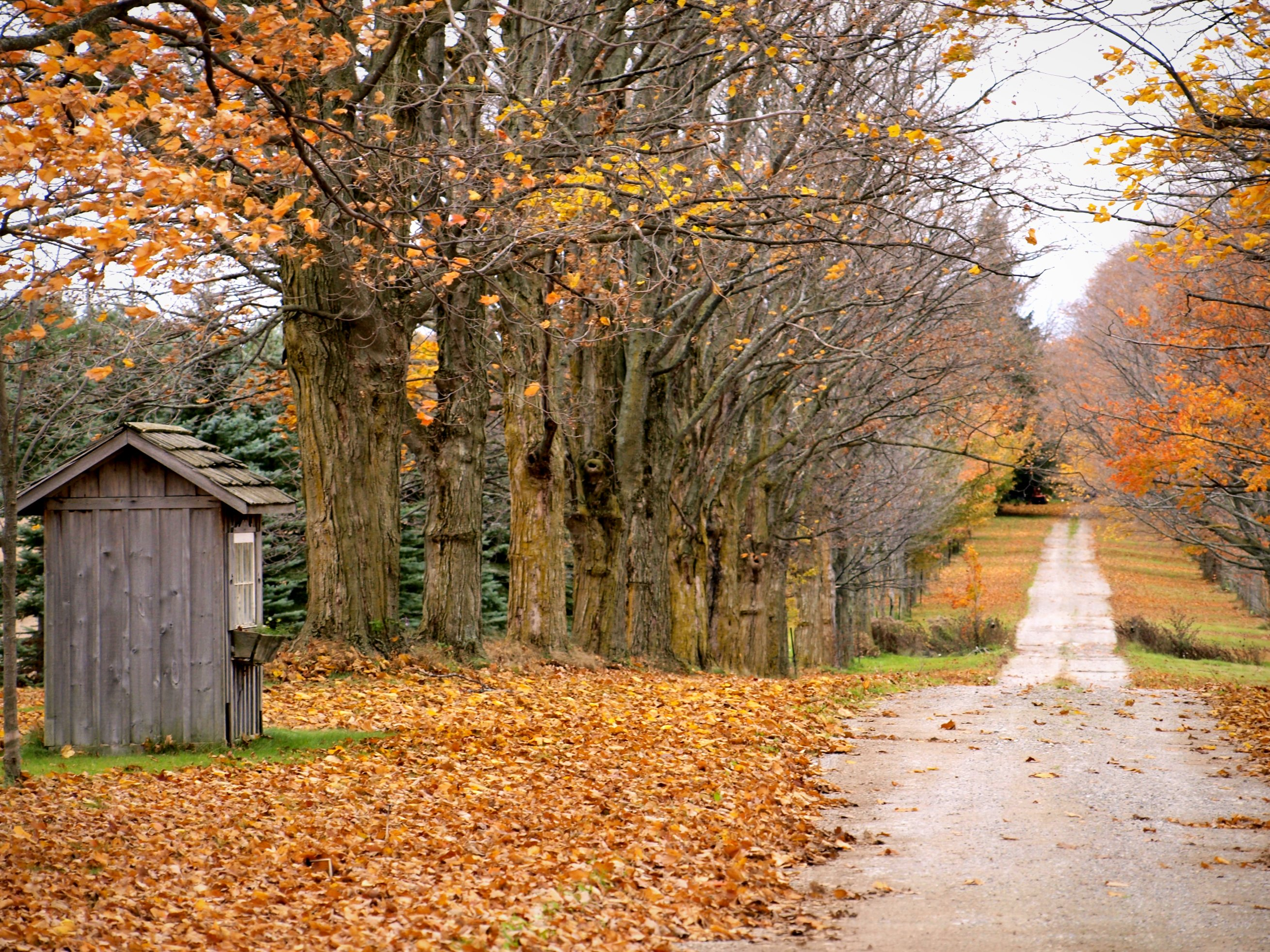
Rodatge en exteriors a la tardor a Ontario

En un racó perdut del Canadà, dues dones viuen de amor tendre en una petita granja on crien aus de corral. Jill, la més fràgil, s'ocupa tasques de gestió i de comptabilitat, mentre que Ellen s'ocupa del manteniment de la propietat, i acorrala la guineu que ve regularment a saquejar el galliner. Si Jill s'acomoda en la seva relació, Ellen queda sexualment frustrada i recorre a la masturbació. Un vespre, Paul Renfield, mariner i net de l'ex-propietari mort, pica a la porta creient trobar el seu avi viu. No tenint cap altre objectiu, proposen a Paul de quedar-se durant les seus vacances per ocupar-se dels treballs pesats. Mentre Ellen és irresistiblement atreta per Paul, Jill en sent aversió. Una nit, la tensió entre les dues dones engendra una disputa i Paul les deixa per anar aguaitar la guineu, que mata d'un tret de fusell. Quan arriba el final de les seves vacances, Paul troba Ellen en una granja abandonada on fan l'amor. Li demanda de seguir-ho, però no pot resoldre's a deixar Jill per la qual experimenta encara una gran tendresa. Paul abandona la granja i, poc després, escriu a Ellen per demanar casar-se, proposició que rebutja. Paul reapareix quan les dues dones s'afanyen a abatre un vell roure. Paul es posa a la feina i aconsella a Jill d'apartar-se, però aquesta, irritada, no l'escolta i l'arbre la mata caient-li a sobre. Ellen i Paul se'n van després de l'enterrament de Jill i la venda de la granja. De la seva història triangular, secreta i tràgica, no queda més que la pell de la guineu clavada sobre la porta de la granja.

## Repartiment
- Sandy Dennis: Jill Banford
- Anne Heywood: Ellen March
- Keir Dullea: Paul Renfield
- Glynne Morris: l'agent immoliliari

## Música de la pel·lícula
- Llista de les peces:

1. The Fox, main title
2. Reflections
3. Paul's Memories
4. Fox Variation 1
5. Frost Trees
6. Lovers
7. The Proposal
8. Fox Variation 2
9. Lonely Road
10. Minuet In C
11. Snowy Bushes
12. That Night
13. Desperate Interlude
14. New Shingles
15. Dripping Icicles
16. Dead Leaf
17. The Blue Vase
18. The Foxhole
19. The Fox Symphony

- Cançó Roll It Over, escrita per Oscar Brand
- El tema principal original compost per Lalo Schifrin, reorquestrat pel compositor i arranjador Hugo Montenegro[2] amb un tempo ràpid de sonoritat pop del final dels anys 1960, ha esdevingut el leitmotiv musical de la marca de les roba interior Dim . Aquesta utilització no és desconeguda de la producció musical de Lalo Schifrin. Nicolas Saada, que ha establert la genesi de l'album musical, escriu en el llibret:

| « | Encara que La Guineu sigui probablement una de les obres més serioses de Schifrin, és molt irònic que el seu tema ha estat utilitzat com música dels spots publicitaris d'un famós fabricant de roba interior. El que ha contribuït àmpliament a popularitzar el tema de la Guineu, encara que hagi estar arranjat d'una manera sincopada i jazzy. | » |

## Premis i nominacions

### Premis
- Globus d'Or a la millor pel·lícula estrangera 1968

### Nominacions
- Globus d'Or a la millor actriu dramàtica per Anne Heywood
- Globus d'Or al millor director per Mark Rydell
- Globus d'Or al millor guió per Lewis John Carlino i Howard Koch
- Oscar a la millor banda sonora per Lalo Schifrin
- Laurel a la millor interpretació femenina per Anne Heywood
- Grammy a la millor música original per Lalo Schifrin

## Rodatge
- Exteriors: Kleinburg, Ontario (Canadà).